# Campionati europei di duathlon del 2004
I Campionati europei di duathlon del 2004 (XV edizione assoluta) si sono tenuti a Swansea, Regno Unito in data 26 settembre 2004. La gara maschile è stata vinta dal belga Jurgen Dereere, mentre quella femminile dalla spagnola Ana Burgos.

## Risultati

### Élite uomini
| Pos. | Nome                   | Paese       | Totale  |
| ---- | ---------------------- | ----------- | ------- |
|      | Jurgen Dereere         | Belgio      | 1:50:47 |
|      | Armand van der Smissen | Paesi Bassi | 1:50:59 |
|      | Tim Don                | Regno Unito | 1:51:06 |

### Élite donne
| Pos. | Nome             | Paese       | Totale  |
| ---- | ---------------- | ----------- | ------- |
|      | Ana Burgos       | Spagna      | 2:02:56 |
|      | Vendula Frintová | Rep. Ceca   | 2:03:08 |
|      | Helen Lawrence   | Regno Unito | 2:03:29 |